# La Chapelle-Caro
La Chapelle-Caro (Gallo La Chapèll-Carotz, bretonisch Chapel-Karozh) ist eine ehemalige französische Gemeinde mit 1.468 Einwohnern (Stand: 1. Januar 2022) im Département Morbihan in der Region Bretagne. Die Gemeinde gehörte zum Arrondissement Pontivy und zum Kanton Moréac. 
Mit Wirkung vom 1. Januar 2016 wurde La Chapelle-Caro mit den früheren Gemeinden Le Roc-Saint-André und Quily zu einer Commune nouvelle mit dem Namen Val d’Oust zusammengelegt.  Die ehemaligen Gemeinden haben in der neuen Gemeinde den Status einer Commune déléguée. Der Verwaltungssitz befindet sich im Ort Le Roc-Saint-André.

## Geografie
La Chapelle-Caro liegt rund 35 Kilometer nordöstlich von Vannes im Osten des Départements.
Nachbarorte sind Ploërmel im Nordosten, Monterrein im Osten, Caro im Südosten, Saint-Abraham im Süden, Sérent im Südwesten, Le Roc-Saint-André im Westen sowie Montertelot im Nordwesten.
Der Ort hatte einen Bahnhof an der Bahnstrecke Questembert–Ploërmel.

## Bevölkerungsentwicklung
| Quellen: Cassini und INSEE |

## Sehenswürdigkeiten
Die Allée couverte la Maison du Diable liegt in einem Wald nordöstlich von La Chapelle-Caro.